# 吕克斯多夫 (巴伐利亚州)
吕克斯多夫是德国巴伐利亚州的一个市镇。总面积3.57平方公里，总人口4438人，其中男性2155人，女性2283人（2011年12月31日），人口密度1 243人/平方公里。